# Deira City Centre

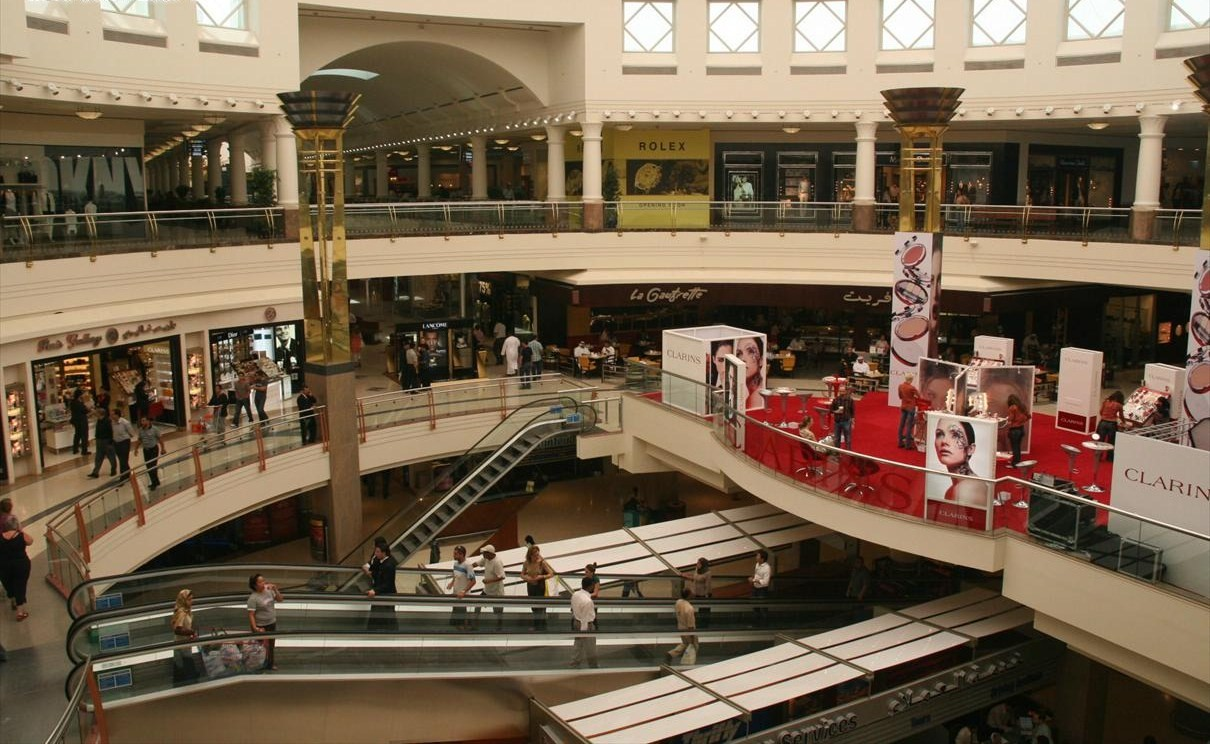
Интерьер Deira City Centre в 2007 году

Дейра Сити Центр (англ. Deira City Centre, араб.  ديرة سيتي سنتر‎) — крупный торговый центр в районе Дейра (Дубай, ОАЭ). Открыт в 1996 году. Площадь торгового центра 121 000 м², в нём размещено более 340 магазинов. Среднегодовой трафик посетителей — 20 миллионов человек.
«Дейра Сити Центр» построен и управляется компанией Majid Al Futtaim Group. Объединён в один комплекс с отелем City Center Hotel. Около торгового центра расположены красная линия метрополитена и одноимённая станция.

## Магазины
- Продуктовый гипермаркет Carrefour — якорный арендатор.